# Boreča
Boreča (madžarsko Borháza, prekmursko nekoč Boriče, nemško Sankt Anna) je naselje v Občini Gornji Petrovci. V njem je gasilski dom z gasilskim društvom, cerkev Sv. Ane in pokopališči. Vas šteje 106 prebivalcev, ki se ukvarjajo s kmetijstvom in gozdarstvom, večina je zaposlenih. Njihovo število se zmanjšuje in ob nadaljevanju tega trenda bo naselje kmalu zapuščeno.